# Recreo (Santa Fe)
Recreo es una ciudad argentina del departamento La Capital en la provincia de Santa Fe. Está situada a 17 km de la capital provincial, Santa Fe, y forma parte del Gran Santa Fe. Cuenta con 14,205 habitantes (Indec, 2010). Fue fundada en 1890, el 4 de enero de 1899 se crea la Comisión de Fomento y se declara como ciudad el 26 de agosto de 2005.

## Historia
La ciudad lleva el mismo nombre de la estación ferroviaria en torno a la cual surgió en 1888. 
Por un lado, el historiador Diego Abad de Santillán adjudica dicha denominación a la existencia de un almacén llamado “Recreo de Lehmann”, pero esta afirmación nunca ha sido documentada. Por otro lado, tradición local considera que el nombre de la ciudad deriva del uso que tuvo antiguamente el distrito ya que constituía un lugar de recreación y diversión al aire libre para las familias santafesinas. 
Recreo tuvo sus orígenes, como otros pueblos fundados por entonces, sobre el antiguo camino real que tenía dirección de sur a norte y conectaba Santa Fe con el Fortín Soledad (actualmente la ciudad de San Justo). Ese camino real, era transitado por carretas, arreos, etc. 
El 27 de agosto de 1885 ingresa al Ministerio de Gobierno de la provincia de Santa Fe un expediente iniciado por Ignacio Crespo donde solicita autorización para establecer una colonia agrícola en campos de su propiedad y expresa que el paraje llevaría el nombre de “Colonia Crespo”. La aprobación se realizó el 14 de septiembre de 1885, tomándose esta fecha como día de fundación de la misma. 
En el mismo año, concretamente el 14 de octubre, José Robustiano Aldao inicia también un expediente donde manifiesta el deseo de colonizar un campo de su propiedad, al norte de la ciudad de Santa Fe. El 24 de octubre se procede a la fundación de la “Colonia Aldao”. 
El proyecto de unir Santa Fe con Reconquista mediante una línea férrea facilitó la fundación de estas colonias. El tendido partía de la capital provincial, atravesaba el sector este de la Colonia Doldán y llegaba a la cabecera del departamento General Obligado. El contrato para la realización de esta obra se llevó a cabo el 13 de septiembre de 1886, entre el Superior Gobierno de la provincia y la compañía John S. Meiggs & Son. 
Al tener conocimiento de la firma de este contrato, Ignacio Crespo inicia otro expediente el 4 de diciembre de 1886 solicitando la instalación de una estación ferroviaria en dicha colonia, argumentando que sería de suma utilidad para los Agricultores y pobladores del lugar. Pero el Departamento Topográfico no considera relevante hacerlo en dicho lugar, debido a la escasez de población, en cambio lo juzga conveniente en la Colonia Aldao. 
Luego de conversar  Aldao y Crespo se resuelve instalar la estación en el límite de las dos colonias a una distancia entre los 15 y 20 kilómetros de Santa Fe para que ambas se vean favorecidas por los servicios. 
La inauguración de los trabajos de instalación de las vías férreas se realizó en noviembre de 1887. Con el pleno funcionamiento del ferrocarril, el 30 de abril de 1890 se aprueba la traza y la donación de los terrenos, por lo tanto, se considera esta fecha como día de la fundación de Recreo. 
El primer núcleo población se expandió considerablemente. En forma proporcional al incremento de la producción y la mejora de los servicios asistenciales surgió la necesidad de crear una institución que cumpliera con las tareas administrativas dentro del mismo pueblo. 
El 4 de enero de 1899 comenzó a funcionar la Comisión de Fomento, integrada por Tomás Furno, Cándido Taboada y Pedro de Martino. Las primeras acciones se concentraron en abrir caminos, construir terraplenes, limpiar calles, ayudar a escuelas y parroquias y emprender la construcción del cementerio. 
La construcción de las escuelas N.º 17 “Mariano Vera” y N.º 37 “Manuel Belgrano” fueron centrales en la expansión del servicio educativo a los niños de las familias radicadas en ambas colonias. 
Las actividades culturales también adquirieron protagonismo a través de las veladas teatrales organizadas por la directora de la escuela N.º 17, Genoveva Contreras, en el Centro Trabajo, Placer y Cultura (actualmente Centro Recreativo, Deportivo y Cultural). A su vez, el cine Splendid fue un referente como espacio de encuentro e integración de la sociedad recreína. 
El comercio también acompañó el crecimiento del pueblo. En Campo Crespo, se destacaron los negocios de ramos generales de la familia Carnevale y de don Pedro Mauro. En la zona norte, los emprendimientos de las familias, Donetti, Rossi, Parola y Brandolini. De igual manera, sobresalió la sodería de la familia Osti, el taller de carruajes de la familia Sadonio y la balanza pública de la familia Antoniazzi. 
Hacia 1940, la historia encuentra a Fermín Brandolini en una intensa actividad teatral, a la familia Sadonio brindando por primera vez circulación de energía en los hogares a través de la Usina Eléctrica y a los clubes Nobleza, Huracán, Central Recreo y La Perla del Oeste con destacadas actividades deportivas. 
El centenario de la localidad, en 1990, estuvo marcado por numerosas actividades culturales y significativas obras públicas, tales como: pavimentación, iluminación, paseo del Centenario y polideportivo. 
El 26 de agosto de 2004, mediante la ley provincial N.º 12.328, el distrito Recreo fue declarado ciudad. La asunción de las primeras autoridades municipales y legislativas se concretó el 9 de diciembre de 2005.
| Gráfica de evolución demográfica de Recreo entre 2001 y 2022 |
|                                                              |
| Fuente: Censos nacionales del INDEC                          |

## Escudo
El escudo de la comuna de Recreo fue diseñado en el año 1990 para el centenario de la localidad. La imagen representaba las actividades económicas de la zona: la agricultura, la industria, la ganadería, la horticultura, y los rayos de sol el amanecer de cada día.
Este escudo permaneció vigente hasta el año 2004, cuando Recreo fue declarada ciudad.
A partir del año 2018 se emplea el siguiente isologo:
Si bien actualmente no cuenta con escudo, hasta que se declara ciudad en el año Recreo (Santa Fe) 2004 contaba con Su fundamentación es: en el campo superior, las siluetas de una fábrica y la cabeza de una vaca simbolizan la industria frigorífica y se recortan sobre un cielo con los rayos del Sol, símbolo de la vida.
El campo inferior está cruzado por franjas que representan los surcos de la agricultura y la horticultura, sobre las que se destaca una flor roja, que es la vez un tomate(dicho escudo ya no es más utilizado ya que este diseño es de cuando era Comuna)

## Fecha de creación de la Comisión de Fomento 4 de enero de 1899
| Nombre y Apellido  | Desde      | Hasta      |
| TOMAS FURNO        | 04/01/1899 | 05/10/1900 |
| LUIS DRAGO         | 06/10/1900 | 06/04/1905 |
| CARLOS ANTONIAZZI  | 12/04/1905 | 05/05/1907 |
| CAYETANO MERLINI   | 06/05/1907 | 31/12/1908 |
| TOMAS FURNO        | 21/12/1910 |            |
| SEVERINO POZZA     |            | 31/12/1917 |
| CARLOS ANTONIAZZI  | 22/01/1918 | 30/12/1925 |
| AMADO SIMEZ        | 31/12/1925 | 27/10/1929 |
| LEOPOLDO GÓMEZ     | 28/10/1929 | 08/12/1929 |
| FRANCISCO VICENTIN | 08/12/1929 | 20/10/1930 |
| SEBASTIÁN SCARAFIA | 20/10/1930 | 17/02/1931 |
| SEBASTIÁN SADONIO  | 18/02/1931 | 03/07/1931 |
| CARLOS ANTONIAZZI  | 04/07/1931 | 04/03/1932 |
| AMADO SIMEZ        | 05/03/1932 | 15/05/1934 |
| SEBASTIÁN BOSSIO   | 16/05/1934 | 11/12/1935 |
| AMADO SIMEZ        | 12/12/1935 | 31/12/1937 |
| JOSÉ BENINTENDI    | 01/05/1938 | 01/01/1940 |
| SEBASTIÁN BOSSIO   | 02/01/1940 | 01/01/1942 |
| LUIS F. ROSSI      | 06/03/1943 | 18/12/1945 |
| FÉLIX ROSSI        | 02/01/1946 | 26/09/1947 |
| CONSTANCIO LEVATTI | 27/09/1947 | 10/04/1948 |
| SEBASTIÁN BOSSIO   | 11/04/1948 | 04/06/1952 |
| PEDRO ZUCARELLI    | 05/06/1952 | 15/02/1954 |
| PABLO FILOSO       | 16/02/1954 | 09/03/1955 |
| PEDRO ZUCARELLI    | 10/03/1955 | 21/03/1955 |
| ERNESTO KONIG      | 22/03/1955 | 28/10/1955 |
| JUAN APPIANI       | 29/10/1955 | 30/04/1958 |
| JOSÉ L. OSTI       | 01/05/1958 | 30/04/1960 |
| AMADO PIVIDORI     | 01/05/1960 | 19/06/1963 |
| CARLOS L. VALLI    | 02/07/1963 | 11/10/1963 |
| AMADO PIVIDORI     | 12/10/1963 | 11/10/1965 |
| CARLOS L. VALLI    | 12/10/1965 | 20/04/1971 |
| JUAN A. ROSSO      | 30/06/1971 | 07/11/1972 |
| RUBÉN C. FERNÁNDEZ | 13/11/1972 | 25/05/1973 |
| ROBERTO G. BAR     | 01/06/1973 | 01/12/1975 |
| LUIS M. MEINARDI   | 02/12/1975 | 10/12/1983 |
| RENÉ BENINTENDI    | 11/12/1983 | 05/07/1984 |
| JUAN C. PIACENZA   | 06/07/1984 | 09/03/1985 |
| LUIS M. MEINARDI   | 21/03/1988 | 10/12/1995 |
| ATILIO R. BRILLADA | 11/12/1995 | 10/12/1997 |
| LUIS M. MEINARDI   | 11/12/1997 | 10/12/1999 |
| ATILIO R. BRILLADA | 11/12/1999 | 10/12/2001 |
| JUAN C. PATRICELLI | 10/12/2001 | 10/12/2003 |
| MARIO L. FORMENTO  | 10/12/2003 | 10/12/2017 |
| OMAR A. COLOMBO    | 10/12/2017 | 10/12/2029 |

## Santo patrono

### San Miguel Arcángel, festividad: 29 de septiembre
El 1 de enero de 1907 Juan Agustín Boneo primer Obispo de Santa Fe, crea la Viceparroquia bajo la advocación de San Miguel Arcángel cuya festividad se celebra el 29 de septiembre. La imagen de San Miguel fue donada por José Robustiano Aldao, lo mismo que el terreno de la iglesia en memoria de su esposa Micaela Comas Saduño a quien debemos precisamente la elección de esa advocación por cuanto San Miguel Arcángel es el Santo de su nombre y gran devoción. Recuerdos familiares sostienen que la imagen fue traída desde Francia y que  Pedro Benintendi la buscó en el mismo puerto de Santa Fe para traerla al pueblo.
El templo se comenzó a levantar en 1895 con el aporte de los colonos y de las damas santafesinas entre las que se encontraba la esposa de Ignacio Crespo que organizaba bazares a beneficios de las obras.

## Economía

### Industrias
Desde sus inicios la industria frigorífica fue muy importante, pero durante la década de 1990 fue perdiendo importancia debido al cierre de muchos de los establecimientos. Desde 2003 comenzó a reactivarse la economía de la ciudad y en ella se instalaron diversas empresas de servicios, financieros, médico-asistenciales e industrias como las alimenticias, de autopartes, y mediante el nuevo centro industrial en la Ciudad de Santa Fe se están construyendo nuevos establecimientos relacionados con la tecnología, la medicina y la investigación de estos.
Por otro lado, otras industrias presentes en Recreo es Fransafe y Franz, dedicadas a la elaboración de dulce de leche.

## Educación

### Públicas
Jardín de infantes N.º 140 Sol Rosa Acuña
Escuela N.º 17 Mariano Vera
Escuela N.º 37 Manuel Belgrano
Escuela N.º 1277 José Robustiano Aldao
Escuela intercultural bilingüe N.º 1338 Com Caia
Escuela especial N.º 2087 "Carlos Sylvestre Begnis"
Taller de Educación Manual N.º 29 "Juan Manuel Spies"
Escuela de Enseñanza Secundaria Orientada N.º 266 "Ignacio Crespo"
Escuela de Educación Técnico - ProfesionalNº 399 "Gastón Gori"
Escuela de Enseñanza Secundaria Orientada N.º 509 "11 de Octubre"
Centro Educativo para Adultos N.º 77
Escuela de Enseñanza Media para Adultos N.º 1285
Aula Radial de la E. E. S. O. P. I.  N.º 8.224 "Nuestra Señora de Lourdes"
Centro de Alfabetización para Adultos N.º 94, 95, 97 y 98 (CAEBA Núcleo 10050)
Anexo Terciario N.º 46 Domingo G. Silva

### Colegios religiosos
Escuela particular incorporada N.º 1496	San Miguel Arcángel (nivel inicial y primario)
Escuela de educación secundaria particular Incorporada N.º 3197 San Miguel Arcángel (nivel secundario)

Jardines privados
- Jardín materno infantil El Jardín de Margarita

## Alteo del río Salado
Para prevenir las cíclicas y graves inundaciones del Salado, que recorre 340 km en la provincia, se planificó en 1985 hacer 20 km de defensas costeras desde el "Puente Carretero a Santo Tomé", cubriendo el oeste de la ciudad de Santa Fe hasta la ciudad de Recreo, incluida. Sin embargo en 2003, un tramo abierto del mismo y una crecida extraordinaria del río provocó la inundación de la ciudad de Santa Fe y localidades aledañas, entre ellas Recreo. 
Recién luego de las inundaciones sufridas en 2007 se proyectó completar el segundo y tercer tramo de esta vía, que actuaría como protección frente a las inundaciones.[cita requerida]

## Medios de comunicación social

### Canales de televisión por aire
- 5RTV - SANTA FE Canal

### Canales de televisión por cable
- Radio Power Max TV (Canal 96 Cablevideo Digital)

### Radios
- 88.5 LRI 716 Radio Patria (Recreo Sur)
- 104.5 LRM 869 Radio Power Max
- 106.1 Radio escolar(Escuela Técnica Gastón Gori N.º 399)